# Lucien Mérignac
Louis Lucien Mérignac (Párizs, 1873. október 5. – Párizs, 1941. március 1.) olimpiai bajnok francia vívómester.
A második nyári olimpián, az 1900. évi nyári olimpiai játékokon, Párizsban indult vívásban, egy versenyszámban: tőrvívásban, mely csak vívómestereknek volt kiírva, olimpiai bajnok lett.